# Péret-Bel-Air
Péret-Bel-Air är en kommun i departementet Corrèze i regionen Nouvelle-Aquitaine i de centrala delarna av Frankrike. Kommunen ligger  i kantonen Meymac som tillhör arrondissementet Ussel. År 2022 hade Péret-Bel-Air 84 invånare.

## Befolkningsutveckling
Antalet invånare i kommunen Péret-Bel-Air
Referens:INSEE